# Rexford (Kansas)
Pour les articles homonymes, voir Rexford.
Rexford est un village américain situé dans le comté de Thomas, au Kansas. Selon le recensement de 2020, sa population est de 197 habitants.